# Huracán Fran
El Huracán Fran fue un poderoso huracán del tipo de Cabo Verde de la temporada de 1996 que llegó a tierra cerca de Cabo Fear en Carolina del Norte con una Categoría 3. La tormenta causó más de $3.000 millones en daños (1996 USD) a lo largo de la Costa Este de Estados Unidos, y es el culpable de 26 muertes.

## Historia meteorológica

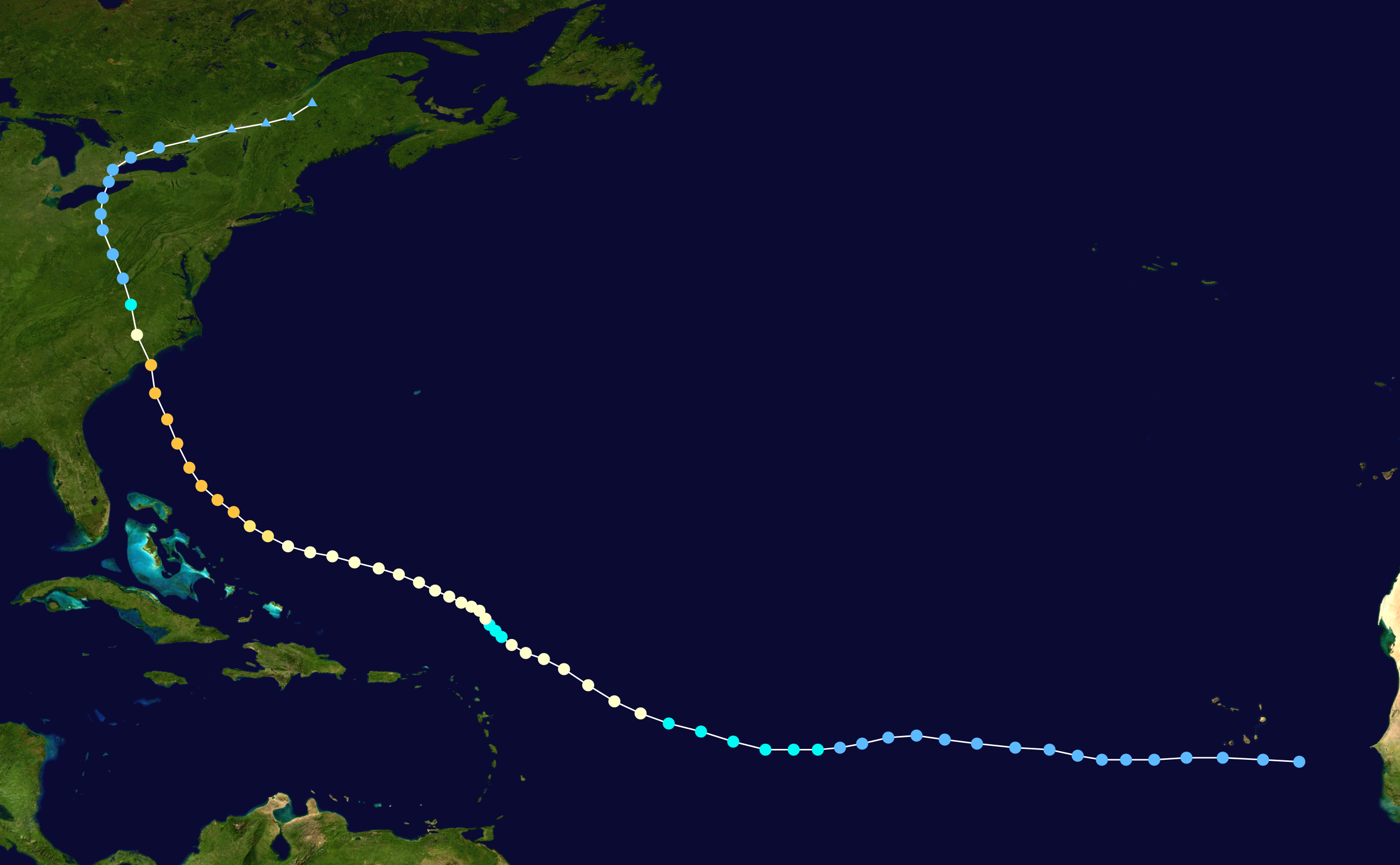
Recorrido de la Tormenta.

La onda tropical que se convertiría en el huracán Fran salió de la costa occidental de África el 22 de agosto. Pronto se ganó una profunda convección y circulación reconocibles, se organizó en una depresión tropical el 23 de agosto al sureste de Cabo Verde. La tormenta siguió hacia el oeste a través del Atlántico sin un fortalecimiento significativo. La lentitud del desarrollo del sistema se atribuye a la cercanía del huracán Edouard, que perturbó el flujo de corrientes de Fran. Sin embargo, el sistema se convirtió en una tormenta tropical el 27 de agosto, mientras estaba al este de las Antillas Menores, recibiendo el nombre de Fran. Fran se fortaleció de continuo, ya que siguió la ruta de Edouard, y alcanzó fuerza de huracán el 29 de agosto antes de volver a un debilitamiento de tormenta tropical el 30 de agosto.

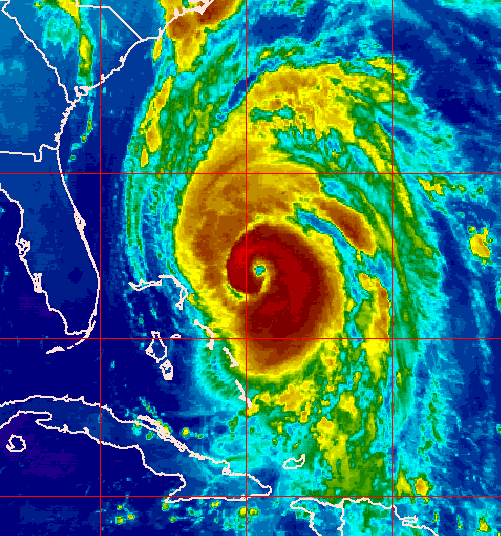
Imagen coloreada de infrarrojos de Fran cerca de su pico de máxima intensidad al este de Florida.

El 31 de agosto, Edouard se había trasladado hacia el norte, permitiendo el desarrollo de Fran. Fran se movió rápidamente hacia el oeste-noroeste, y pasó al norte de las Bahamas, y alcanzó la categoría 3 el 4 de septiembre. Con vientos de 185 km/h (115 mph), el huracán Fran se convirtió en el tercer huracán de la temporada, después de los huracanes Bertha y Edouard.
El flujo de aire en torno a un gran centro de baja presión sobre el sureste de Estados Unidos aceleró a Fran al norte, causando que fuera en paralelo a la costa de Florida. La tormenta alcanzó el pico de fuerza el 4 de septiembre con vientos de 195 km/h (121 mph) y una presión central mínima de 946 mbar (hPa), mientras estaba al este de Florida. En este tiempo Fran se reconocibles en imágenes de satélite como inusualmente grande, para ser un huracán del Atlántico.

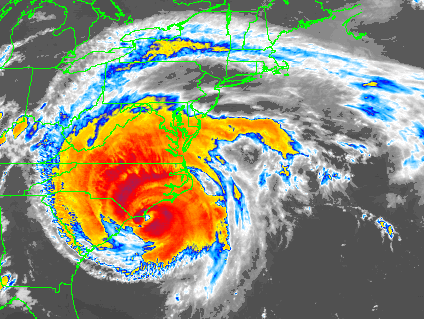
Imagen de infrarrojos de Fran entrando en tierra.

Fran azotó la costa de Carolina del Norte muy cerca de Cabo Fear el 5 de septiembre de 1996, con vientos sostenidos de 185 km/h (115 mph). Los vientos con fuerza de huracán se calcula que se extendían hacia el norte a lo largo de la costa tan lejos como el Condado de Carteret, a pesar del ángulo oblicuo de la tormenta con respecto a la tierra. La presión en la zona se estima de 954 mbar (hPa). La mayor ráfaga de vientos se midieron de manera no oficial en 220 km/h (137 mph).
Después de tocar tierra, Fran se debilitó rápidamente, pasando a tormenta tropical al pasar por encima del Raleigh y el centro de Carolina del Norte y en una depresión tropical sobre Virginia. La tormenta se convirtió en extratropical la tarde del 8 de septiembre en el sur de Ontario, y, a continuación se desintegró antes de ser absorbida por un sistema frontal el día 10.

## Impacto
Fran mató a 26 personas y causó daños a la propiedad estimados en $3.200 millones ($6.000 millones en 2007 USD).

### Carolina del Sur
Hubo 15 millones de dólares (1996 USD) en daños e importantes daños en las cosechas.

### Carolina del Norte

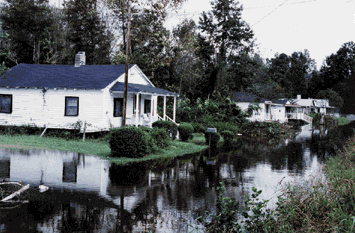
Inundaciones en Carolina del Norte.

Fran causó daño en la costa desde la frontera de Carolina del Sur a Surf City, Carolina del Norte. Extensas inundaciones azotaron la costa cerca de Wrightsville Beach, justo arriba de Cabo Fear. En Jacksonville, Carolina del Norte, tres escuelas y varias viviendas resultaron dañadas. La tormenta fue más perjudicial para la barrera de islas en la costa de Carolina del Norte.
En el interior, la tormenta causó daños en su camino al norte desde Wilmington a Raleigh. Inesperadamente, el daño por fuerte viento se extendió a lo largo de la I-40 al oeste de Raleigh hasta el Condado de Orange (incluidos daños a edificios de siglos y a árboles en la Universidad de Carolina del Norte) y en el Condado de Alamance. Lluvias de hasta 406 mm cayeron en el interior de Carolina del Norte, Virginia y Virginia Occidental, trayendo peligrosas inundaciones fluviales a gran parte del medio Atlántico. El golpe del huracán Fran a Carolina del Norte agravó el estado de los numerosos problemas causados por los desastres meteorológicos en 1996.
Al menos seis personas murieron en las Carolinas, la mayoría de ellos por accidentes automovilísticos. En Carolina del Norte, 1,3 millones de personas quedaron sin electricidad. En Topsail Playa Norte y el Condado de Carteret, hubo más de $500 millones de dólares (1996 USD) en daños y 90% de las estructuras dañadas. Un chico adolescente murió por ahogamiento debido a las inundaciones de Crabtree Creek en el Old Mill Lassiter en Raleigh.

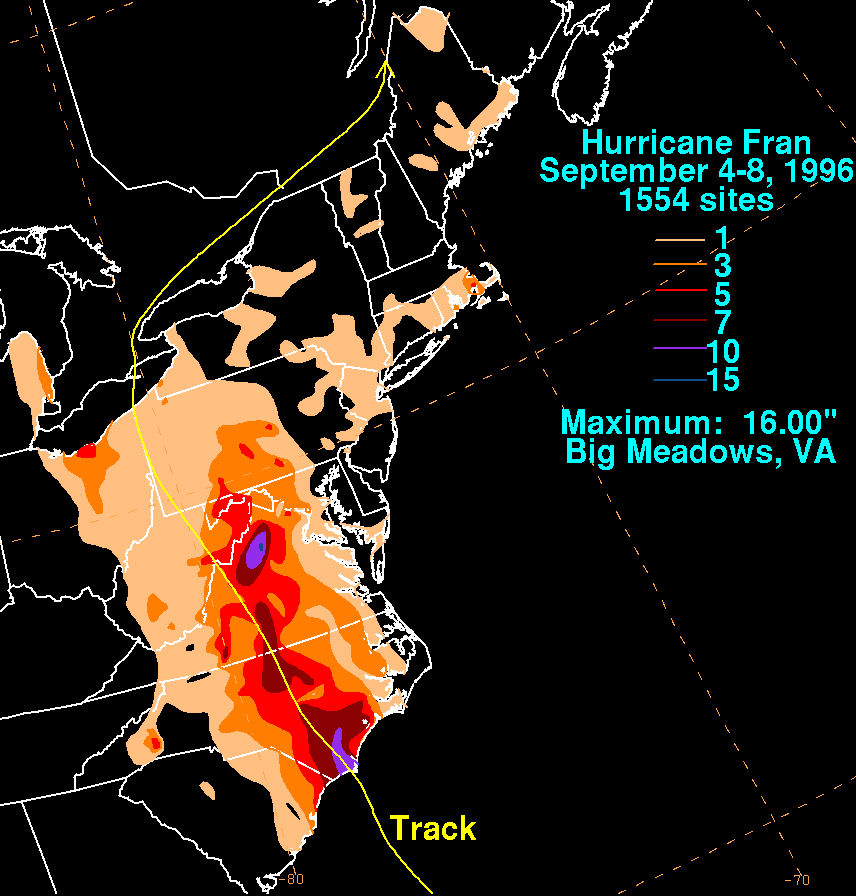
Precipitaciones del huracán Fran.

### Virginia
En Virginia los vientos se encontraron entre 63 y 117 km/h (39 y 73 mph) tomados en la bahía de Chesapeake y aumentó los niveles de agua en el río Potomac a su paso por la capital de la nación. Hubo graves daños a las líneas de energía que dejó a 415.000 personas sin electricidad, por lo que es la tormenta con el corte de luz más grande de la historia hasta el Huracán Isabel en 2003. A lo largo del Río Tappahanock, una marejada de 5 pies (1,5 metros) dañó o hundió varias pequeñas embarcaciones y dañó muelles y mamparos. Esta fue la más alta marea en el estado desde el Huracán Hazel (1954) de 1954.
Lluvia de hasta 16 pulgadas cayeron en la parte occidental de Virginia, haciendo de Fran el cuarto huracán más húmedo que haya impactodo en Virginia y causando grandes inundaciones. Las inundaciones hicieron que se tuvieran que cerrar muchas de las carreteras primarias y secundarias y el Parque nacional de Shenandoah. Fran destruyó unas 300 casas, la mayoría por inundaciones, y 100 personas tuvieron que ser rescatadas. Los daños ascendieron a US $1000 millones de dólares (1996 USD).
El Condado de Page fue la localidad más afectada en el estado de Virginia en lo que respecta a daños. Tres días después de la tormenta había pasado, "cientos" de personas seguían varados. Alrededor de 75 casas fueron destruidas, sin embargo no hubo víctimas. En un momento el viernes todas las ciudades en el condado se encontraban aisladas debido a las altas aguas.
El río Shenandoah creció 20 pies por encima de las inundaciones. El South Fork del río Shenandoah creció en 37 pies en Front Royal, Virginia, que era de 22 pies por encima de la fase de inundación de 15 pies.
En el Condado de Rockingham, Virginia, más de 10 000 personas fueron evacuadas de sus hogares, sin embargo, la mayoría se les permitió regresar a sus hogares después de que el agua amainara.

### Virginia Occidental
Hasta 178 mm de lluvia cayó, causando inundaciones generalizadas. Los Condados de Pendleton y Hardy fueron los más afectados, cuando las inundaciones arrasaron varios puentes, dañaron varias plantas de agua y provocaron una fuga de gas.

### Maryland
La parte occidental de Maryland, fue duramente afectada por Fran, en su mayoría por inundaciones repentinas. Alrededor de 650 viviendas resultaron dañadas y hubo $100 millones (1996 USD) en daños. Esta fue la peor inundación en Maryland desde el Huracán Hazel y las inundaciones de enero de 1996.

### WashingtonD.C.
Como Maryland, Washington D. C. sufrido daños por inundaciones. Las inundaciones cerraron carreteras y dañó la zona Parque nacional. Fran dejó $20 millones de dólares en daños en Washington D. C.

### Pensilvania y Ohio
Alrededor de 15 condados de Pensilvania se vieron afectadas por inundaciones cuando las precipitaciones de hasta 178 mm causó el desbordamiento del ría Juniata. En Ohio hubo inundaciones localizadas.

### Retirado
Debido a los daños en Carolina del Norte y en otras partes de los Estados Unidos, el nombre de Fran se retiró en la primavera de 1997 y no se utilizará de nuevo con ningún otro huracán del Atlántico. Fue reemplazado por Fay en la temporada de 2002.